# KHangMan
KHangMan is een educatief computerspel ontworpen voor jonge kinderen, gebaseerd op het klassieke spel galgje. Het maakt deel uit van het KDE kdeedu-pakket.
De speler raadt letters één voor één om te proberen het gegeven woord te achterhalen. Na tien foute gissingen verliest de speler en wordt het woord onthuld. In de opties kan voor elk woord een hint worden geactiveerd. Woorden zijn beschikbaar in meer dan 30 talen, waaronder Nederlands, en 18 categorieën.

## Thema's
De applicatie heeft vijf thema's, die het statische achtergrondplaatje zijn.
- Notitie
- Zee (zie kader)
- Winter
- Bijen
- Woestijn

## Woordcategorie
De moeilijkheidsgraad en categorie is instelbaar, en is per taal verschillend. Voor het Nederlands gelden:
- Dieren
- Eenvoudig
- Europese landen
- Middel
- Moeilijk
- Nederlande provincies
- Nederlandse eilanden

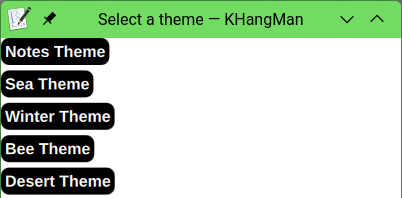
Thema kiezen
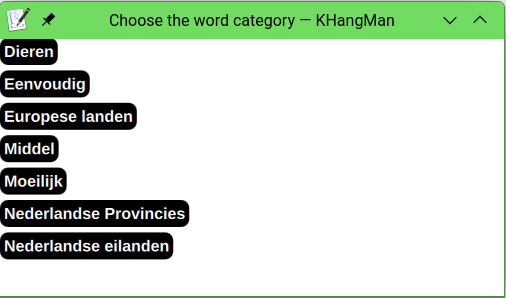
Categorie kiezen
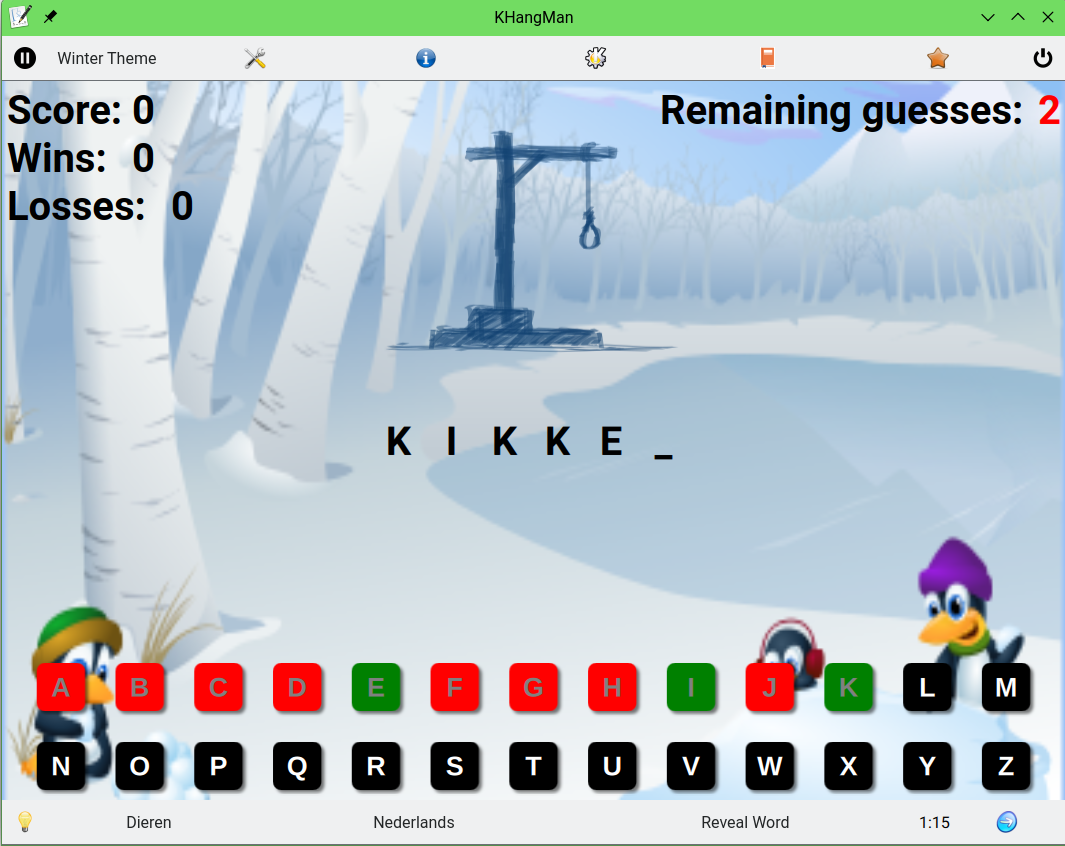
Woord raden in winterthema